# Jarmila Švehlová
Jarmila Švehlová (* 11. února 1956 Olomouc) je česká herečka, dabérka a malířka. Širší veřejnosti je známa zejména jako představitelka princezen z televizních pohádek Což takhle svatba princi (Babetka), Paví král nebo O línem Honzovi. 

## Rodina
Jejím rodiči byli operní zpěvák Zdeněk Švehla a baletka Jarmila Švehlová (1931–1988). Jejím synem je herec, dabér a dabingový režisér Robert Hájek, dcera Mariana se věnuje improvizačnímu divadlu. 

## Divadlo
V roce 1978 absolvovala na Pražské konzervatoři (hudebně dramatický obor). Již během studií hostovala v Národním divadle – Mordová rokle (Marie), Výnosné místo (Polina).
Její první angažmá v divadle S. K. Neumanna, dnešním divadle Pod Palmovkou, trvalo 9 let. Ztvárnila zde řadu rolí: Chuť medu (Pepi), Nebe na zemi (Amaranta) , Podzimní sonáta (Sofie), Tomáš Becket (Gvendolina), Charlyova teta (Amy), Ostře sledované vlaky (Máša), Ztřeštěnec (Celie), Miláček (Zuzana), Zákon věčnosti (trojrole Anika, Thamara, Mariam), Dům na písku (Valja), Dobrý člověk ze Sečuanu (neteř), Nebožtík Nasredin (Fatima), Katedra (Tina), Osm žen (Zuzana) a další. 
V letech 1988–1994 byla členkou Divadla na Vinohradech: Letní hosté (Soňa), Manželé hledají byt, Slavnost na stříbrné hoře, Věc Makropulos (Kristýnka), zde, Starorůžová historie, Taková ženská na krku, Dohazovačka, Mistr a Markétka, Léto v Nohantu a další.
Následně hostovala na mnoha scénách, např. v divadle Karlín v muzikálu Hello Dolly (Irena Molloyová), posléze v divadle Radka Brzobohatého v inscenaci Boží dopuštění. V divadle U Valšů ve hře Hodný pan doktor a V Paříži bych tě nečekala, tatínku.  

## Televize
Od roku 1978 až do dnešní doby natočila několik desítek inscenací. Např. Stáří 19, Hra na život, Radosti života, Vánice, Rinaldino, Kverulantka, Plná bílá čára, Služební cesta, Půl milionu za Alvara, Náhrdelník. 
Diváci si ji nejvíce pamatují jako krásnou princeznu z řady pohádek. Nejznámější je princezna Babetka z pohádky Což takhle svatba, princi?, dále pohádky Panenka z vltavské tůně, O Všudybylovi, Paví král a řada dalších.
Účinkovala také v roli tajemnické dcery Michaly v seriálu Okres na severu.

## Rozhlas
- 1986 Theodore Dreiser: Americká tragédie,  dvoudílná četba na pokračování, Československý rozhlas Praha: dramatizace: Jan Strejček, překlad: Jiří Valja a Zdeněk Urbánek, režie: Jiří Horčička. Role: Sondra Finchleyová.

## Dabing
Už od konce 70. let se věnuje dabingu a svůj hlas propůjčila stovkám postav. Výčet dabingových rolí lze nalézt na Dabingforum.cz.
Nezapomenutelná je (mj.) její role dospělé Věrky, která nás svým hlasem provází seriálem Vlak dětství a naděje jako vypravěčka. Nejznámější zahraniční herečky, které v českém znění promlouvají jejím hlasem jsou Ornella Mutti, Catherine Deneuve či Marlene Jobert.

## Malba
V roce 2003 se začala věnovat intenzivně malbě. Ve snaze najít osobitý výraz se nechává inspirovat různými směry, od krajinomalby až k abstrakci.
Vychází ze svých vnitřních pocitů a prožitků, tematicky je jí předlohou divadlo, ale i duchovní svět, víra a učení Reiki. Ústřední motiv vyzařování, nebo chceme-li světlo a stín, provází autorku celou její tvorbou. Snaží se zachytit okamžik, vyslovit nevyslovené, a tak vznikají snové poloabstraktní krajiny, kde tušíme konkrétní děj zahalený v nekonečnu.
Významnou úlohu v jejím životě hraje hudba, která je také předlohou mnoha jejích obrazů. Značný prostor zaujímá téma poezie, kde čerpá z dětství, ale také z antických mýtů a bájí. V celku by se její obrazy daly rozdělit do pěti částí: klasická krajinomalba, abstraktní krajina, kde zaujímá velkou část moře a nebe, abstrakce, emanace a poezie.
„Hraní a malování má mnoho společného, jde takříkajíc jednou cestou – cestou fantazie, ponoření se do svého vlastního světa a vyjádření svého nitra. Výhodou malíře je plátno, které po něm zůstane, kdežto herec odejde z jeviště, a když má štěstí a je dobrý, zůstane “ jen“ v mysli diváka. Děkuji osudu, že mi nabídl obojí, ať už to dopadne jakkoli, maluji si pro radost.“